# Divisioni censuarie dell'Alberta

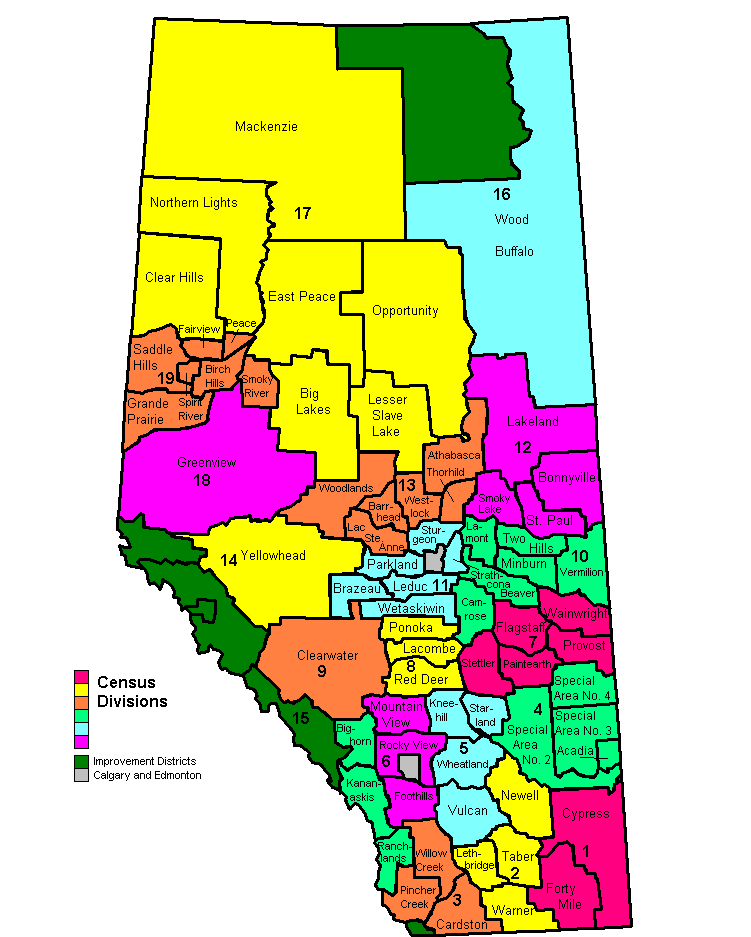
Mappa delle divisioni censuarie dell'Alberta in distretti di miglioramento, contee e distretti municipali.

L'Istituto Canadese di Statistica divide la provincia dell'Alberta in 19 divisioni censuarie, ognuna con un governo municipale che sovraintende alle municipalità di contea, distretti di miglioramento, aree speciali, municipalità specializzate, distretti municipali, città, paesi, villaggi, insediamenti estivi, insediamenti e riserve indiane. Le divisioni censuarie non sono unità di governo locale dell'Alberta.

## Lista
| Divisione | Popolazione | Superficie (km²) | Densità (ab/km²) | Centro principale    | Suddivisioni | Mappa        |
| --------- | ----------- | ---------------- | ---------------- | -------------------- | --- | ------------ |
| 1         | 74 550      | 20 526           | 3.6              | Medicine Hat         | Cypress County, Forty Mile County                                                                                                  | Divisions 1  |
| 2         | 142 429     | 17 660           | 8.1              | Lethbridge           | Lethbridge, County of Lethbridge, Newell County, Taber MD, Warner County                                                           | Divisions 2  |
| 3         | 37 846      | 13 866           | 2.7              | Fort Macleod         | Cardston County, Improvement District No. 4, Pincher Creek MD, Willow Creek MD                                                     | Divisions 3  |
| 4         | 10 600      | 21 467           | 0.5              | Hanna                | Acadia MD, Special Area 2, Special Area 3, Special Area 4                                                                          | Divisions 4  |
| 5         | 51 104      | 16 775           | 3.0              | Drumheller           | Kneehill County, Starland County, Vulcan County, Wheatland County                                                                  | Divisions 5  |
| 6         | 1 160 936   | 12 645           | 91.8             | Calgary              | Calgary, Foothills MD, Mountain View County, Rocky View MD                                                                         | Divisions 6  |
| 7         | 39 909      | 19 210           | 2.1              | Stettler             | Flagstaff County, Paintearth County, Provost MD, Stettler County, Wainwright MD                                                    | Divisions 7  |
| 8         | 175 337     | 9 909            | 17.7             | Red Deer             | Lacombe County, Ponoka County, Red Deer County                                                                                     | Divisions 8  |
| 9         | 20 351      | 18 921           | 1.1              | Rocky Mountain House | Clearwater County | Divisions 9  |
| 10        | 86 796      | 20 452           | 4.2              | Camrose Lloydminster | Beaver County, Camrose County, Lamont County, Minburn County, Two Hills County, Vermilion River County                             | Divisions 10 |
| 11        | 1 076 103   | 15 754           | 68.3             | Edmonton             | Brazeau County, Leduc County, Parkland County, Strathcona County, Sturgeon County, Wetaskiwin County                               | Divisions 11 |
| 12        | 59 990      | 30 047           | 2.0              | St. Paul             | Bonnyville MD, Lac La Biche County, Smoky Lake County, St. Paul County                                                             | Divisions 12 |
| 13        | 66 972      | 24 373           | 2.7              | Athabasca            | Athabasca County, Barrhead County, Lac Ste. Anne County, Thorhild County, Westlock County, Woodlands County                        | Divisions 13 |
| 14        | 27 881      | 26 964           | 1.0              | Edson                | Yellowhead County | Divisions 14 |
| 15        | 34 150      | 28 400           | 1.2              | Banff                | Bighorn MD, Crowsnest Pass, Improvement District 9, Improvement District 12, Kananaskis Country, Ranchland MD                      | Divisions 15 |
| 16        | 53 080      | 97 267           | 0.5              | Fort McMurray        | Wood Buffalo MD | Divisions 16 |
| 17        | 59 282      | 192 084          | 0.3              | Slave Lake           | Big Lakes MD, Clear Hills County, Northern Sunrise County, Lesser Slave River MD, Mackenzie MD, Northern Lights MD, Opportunity MD | Divisions 17 |
| 18        | 14 322      | 33 205           | 0.4              | Grande Cache         | Greenview MD | Divisions 18 |
| 19        | 98 712      | 20 518           | 4.8              | Grande Prairie       | Birch Hills County, Fairview MD, Grande Prairie County, Peace MD, Saddle Hills County, Smoky River MD, Spirit River MD             | Divisions 19 |